# Кандауров Олександр Володимирович
Олекса́ндр Володи́мирович Кандау́ров (1998—2022) — український військовослужбовець, старший солдат Збройних сил України, учасник російсько-української війни, що відзначився і загинув у ході російського вторгнення в Україну. Герой України (2025, посмертно).

## Життєпис
Народився 10 березня 1998 року в селищі Межова на Дніпропетровщині. 2005 року разом із сім’єю переїхав на Черкащину в село Сатанівка, де навчався у місцевій школі. 2016 році вступив до Монастирищенського професійного ліцею, де здобув фах електрогазозварника. Восени 2018 року був призваний на строкову військову службу, яку проходив у зенітних ракетних військах. Після звільнення у запас працював зварювальником у місті Бровари Київської області. 
З перших днів російського вторгнення в Україну добровільно став на захист країни. Воював у складі 72-ої окремої механізованої бригади імені Чорних Запорожців помічником кулеметника. Брав участь в обороні Києва, в бойових діях у Сумській, Харківській та Донецькій областях. 
Загинув 25 вересня 2022 року поблизу с. Павлівки Вугледарського району Донецької області під час виконання бойового завдання. 
Похований з почестями 28 вересня 2022 року на сільському кладовищі у рідному селі Сатанівці на Черкащині.
12 травня 2025 року Президент України Володимир Зеленський вручив орден «Золота Зірка» членам родини Олександра Кандаурова. Під час заходу було повідомлено, що він «на Київщині очолював групу, яка обороняла дорогу Велика Димерка – Жердова – Гоголів і знищила колону російської техніки. На Харківщині прицільним вогнем ліквідовував піхоту, а також прийняв на себе командування відділенням. На Луганщині захопив ворожі позиції та зупинив ДРГ. На Донеччині під час штурму з боку російських окупантів із гранатомета знищив танк і БМП. Олександр Кандауров загинув 25 вересня 2022 року внаслідок масованого артилерійського й танкового обстрілу».

## Нагороди
- Звання Герой України з удостоєнням ордена «Золота Зірка» (8 травня 2025, посмертно) — за особисту мужність і героїзм, виявлені у захисті державного суверенітету та територіальної цілісності України, самовіддане служіння Українському народові[3];
- орден «За мужність» III ступеня (26 січня 2023, посмертно) — за особисту мужність і самовідданість, виявлені у захисті державного суверенітету та територіальної цілісності України, вірність військовій присязі[4].